# Хирзутизъм
Хирзутизмът (на латински: hirsutus, космат) се определя като прекомерно или повишено окосмяване у някои жени на части от тялото, където такова окосмяване принципно липсва или е слабо изразено. Хирзутизмът се нарича още окосмяване от „мъжки тип“, тъй като засяга такива части от тялото като брадата, областта над горната устна и под ушите, ареолите на гърдите, корема, гърба, бедрата и пръстите на ръцете.
Хирзутизмът се разглежда не като самостоятелно заболяване, а като симптом на заболяване; особено ако се прояви след пубертета. Следните заболявания могат да се проявят чрез повишено окосмяване у жените:
- синдром на поликистозните яйчници
- синдром на Кушинг
- вродена надбъбречна хиперплазия
- тумори в яйчниците или надбъбречната жлеза

както и прием на някои лекарства. Причинява се главно от свръхотделяне в женския организъм на андрогени (мъжки полови хормони) и от чувствителността на космения фоликул към тези хормони (която може да бъде и унаследена).
Други симптоми, свързани с високите нива на андрогени, а оттам и с хирзутизма, са акне, нередовна менструация, повишена мускулна маса в тялото, мутиране на гласа.